# Junta de Libertação Nacional
Junta de Libertação Nacional ou Movimento revolucionário de 10 de Abril de 1947 foi um movimento revoltoso militar português, de oposição ao regime salazarista, que irrompeu em 10 de Abril de 1947. Foi a segunda tentativa de um golpe militar para derrubar Salazar depois da II Guerra Mundial, tendo ocorrido exactamente seis meses depois do frustrado Golpe da Mealhada, protagonizado pelo capitão Fernando Queiroga (10 de Outubro de 1946), que se apoiava na mesma estrutura conspirativa que o movimento de 1947.
O movimento foi encabeçado pelo vice-almirante José Mendes Cabeçadas, o primeiro Presidente do Conselho interino depois da I República, visando repor o espírito democrático inicial do Golpe de 28 de Maio de 1926. Teve participação destacada do general José Marques Godinho, Celestino Soares, João Lopes Soares e o major do Corpo do Estado-Maior do Exército Daniel Sarsfield Rodrigues, que era, também, o responsável pela organização do movimento militar. Hermínio da Palma Inácio, que tinha sido sargento mecânico da Força Aérea, tinha como missão impedir e garantir que os aviões da Base Aérea de Sintra não levantariam voo para se oporem aos revoltosos.
A revolta foi duramente reprimida pelo ministro da Guerra, general Fernando Santos Costa. Por ter ocorrido em Abril, é às vezes chamada de Abrilada, como o movimento miguelista de 1824.
Os revoltosos visavam a criação de uma Junta Militar de Libertação Nacional, presidida por Mendes Cabeçadas, aparentemente com o apoio discreto do Presidente da República Óscar Carmona. O secretário-geral da Junta seria Celestino Soares, que elaborou um programa de governo provisório. Também participaram do movimento os brigadeiros Eduardo Corregedor Martins, Vasco de Carvalho e António de Sousa Maia, os coronéis Celso Mendes de Magalhães, Carlos Tavares Afonso dos Santos (pseudónimo literário: "Carlos Selvagem") e Luís Gonzaga Tadeu, bem como os civis Ernesto Carneiro Franco, Castanheira Lobo e Francisco Correia Santos. No mesmo dia, Hermínio da Palma Inácio e Gabriel Gomes sabotaram aviões na Base Aérea de Sintra.
Em consequência do insucesso do movimento revolucionário, que não chegou realmente a iniciar-se, foram presos vários oficiais, entre os quais o general Marques Godinho. A prisão dos principais líderes do movimento só viria ser admitida pelo governo em 14 de Junho, através de uma nota oficiosa.